# GrimE
GrimE (Grim Edit) es un motor de juegos de aventuras gráficas, creado por Bret Mogilefsky para LucasArts usando el lenguaje de scripting Lua. Fue usado inicialmente en el juego Grim Fandango.
GrimE fue el sucesor del motor SCUMM, preservando varias de las características de ese motor. Como SCUMM, está basado en personajes y objetos los cuales interactúan entre sí, sobre fondos pre-renderizados. La mayor diferencia entre GrimE y SCUMM es que el nuevo motor encargado de interactuar con los personajes (tanto renderizado como movimiento) en GrimE es un verdadero motor 3D, es decir, los personajes son colecciones de polígonos 3D y el movimiento es controlado en tres dimensiones completas desde el teclado.
También hay otras diferencias menos obvias; la manera en que las acciones están preparadas, por ejemplo, es totalmente diferente, y permite un nivel de control mucho más alto en los movimientos y acciones de los personajes no-interactivos (comúnmente llamados npc).
Tras ser usado en Grim Fandango, una versión levemente modificada fue usada en Monkey Island 4 (La fuga de Monkey Island), el cuarto en la serie.
Un subproyecto de ScummVM, llamado Residual, está desarrollando una implementación libre del motor de GrimE a partir del original mediante ingeniería inversa.
- Datos: Q1371367